# Аргамаков, Николай Николаевич
Николай Николаевич Аргамаков (1870—?) — русский военный  деятель, генерал-майор  (1917). Герой Первой мировой войны.

## Биография
В 1888 году после окончания Орловского Бахтина кадетского корпуса вступил в службу. В 1889 году после окончания Константиновского военного училища по 1-му разряду произведён в подпоручики и выпущен в 6-ю артиллерийскую бригаду. В 1893 года произведён в поручики, в 1897 году в штабс-капитаны, в 1901 году в капитаны. С 1910 года подполковник, командир батареи 1-й гренадерской артиллерийской бригады и 3-го Финляндского  стрелкового артиллерийского дивизиона.

С 1914 года участник Первой мировой войны, во главе своей батареи. С 1915 года полковник, командир 3-го Финляндского стрелкового артиллерийского дивизиона. 26 апреля 1915 года за храбрость награждён Орденом Святого Георгия 4-й степени: 
За то, что в бою под гор. Бяла, 25-го августа 1914 года, когда, при внезапном нападении противника, наши пехотные части начали отходить, дабы дать возможность им устроится и отойти, быстро выехал на позицию и открыл огонь по артиллерии противника и, несмотря на огонь его тяжёлой артиллерии, остался на позиции, расстреливая противника до последнего снаряда; понеся большие потери в нижних чинах и лошадях, вынужденный за невозможностью вывести подбитые уже орудия, привёл их в окончательную негодность и с несколькими офицерами и нижними чинами отошёл
С 1916 года командир 1-го дивизиона 3-й Финляндской стрелковой артиллерийской бригады, в  1917 году произведён в генерал-майоры.
После Октябрьской революции, в составе ВСЮР, затем в РККА. В 1930 году подвергался репрессиям.

## Награды
- Орден Святой Анны 3-й степени (1907)
- Орден Святого Станислава 2-й степени (1911)
- Орден Святого Георгия 4-й степени (ВП 26.04.1915)
- Орден Святого Владимира 4-й степени с мечами и бантом (ВП 29.09.1915)
- Орден Святого Владимира 3-й степени с мечами (ВП 29.09.1915)
- Орден Святой Анны 2-й степени с мечами (ВП 2.05.1916)
- Высочайшее благоволение (ВП 14.10.1916)